# Tip I dezoksiribonukleaza
Tip I dezoksiribonukleaza (EC 3.1.21.3, tip I restrikcioni enzim, dezoksiribonukleaza (ATP- i S-adenozil-L-metionin-zavisna), restrikciono-modifikacioni sistem, dezoksiribonukleaza (adenozin trifosfat-hidroliza), adenozin trifosfat-zavisna dezoksiribonukleaza, ATP-zavisna DNaza, tip 1 za mesto specifična dezoksiribonukleaza) je enzim. Ovaj enzim katalizuje sledeću hemijsku reakciju
Endonukleolitičko razlaganje DNK kojim nastaju randomni dvolančani fragmenti sa terminalnim 5'-fosfatima; ATP se simultano hidrolizuje
Za dejstvo ove velike grupe enzima je apsolutno neophodan ATP (ili dATP) i S-adenozil--metionin.

## Literatura
- Nicholas C. Price; Lewis Stevens (1999). Fundamentals of Enzymology: The Cell and Molecular Biology of Catalytic Proteins (Third изд.). USA: Oxford University Press. ISBN 019850229X.
- Eric J. Toone (2006). Advances in Enzymology and Related Areas of Molecular Biology, Protein Evolution (Volume 75 изд.). Wiley-Interscience. ISBN 0471205036.
- Branden C; Tooze J. Introduction to Protein Structure. New York, NY: Garland Publishing. ISBN 0-8153-2305-0.
- Irwin H. Segel. Enzyme Kinetics: Behavior and Analysis of Rapid Equilibrium and Steady-State Enzyme Systems (Book 44 изд.). Wiley Classics Library. ISBN 0471303097.
- William P. Jencks (1987). Catalysis in Chemistry and Enzymology. Dover Publications. ISBN 0486654605.

## Spoljašnje veze
- Type+I+site-specific+deoxyribonuclease на 